# サムスン・ライトレール
サムスン・ライトレール（トルコ語: Samsun hafif raylı sistemi）は、トルコのサムスンに存在するライトレール（路面電車）路線。2010年の開通以降、サムスン都市圏自治体（Samsun Büyükşehir Belediyesi）の公共交通運営部門であるサミュラス（Samsun Proje Ulaşım İmar İnşaat Yat. San. ve Tic. A.Ş.、SAMULAŞ）によって運営されている。

## 概要
2010年10月10日に営業運転を開始した、トルコの都市・サムスン市内を走るライトレール（路面電車）。その後2016年10月10日、2019年7月5日に実施された延伸によって、2020年現在は黒海に沿って走る全長35 km、43箇所の電停を有する長距離路線となっている。
2020年現在は1つの路線を以下の3系統に分割した運用を実施しており、運行間隔が区間によって異なる他、接続する大学の授業・試験日程などによる臨時列車が運行する場合もある。運賃は走行距離によって異なり、初乗り運賃（2 - 12電停間）は2.2トルコリラ（TL）、全区間を乗車する場合は4.0TLとなる。また、手荷物についても運賃とは別に料金の徴収が行われる。
| 起点            | 終点              | 電停数 | 備考・参考 |
| --------------- | ----------------- | ------ | ---------- |
| Yurtlar         | Omü Rektörlük     | 8箇所  |            |
| Omü Rektörlük   | Belediye evleri   | 24箇所 |            |
| Belediye evleri | Stadyum İstasyonu | 13箇所 |            |

## 車両
2020年現在、サムスン・ライトレールには以下の3種類の車両が在籍している。開業時から数年間はトルコ国外メーカー製の車両が導入されたが、2016年の延伸に合わせてトルコの国内メーカーであるダーマライ（Darmaray）が展開する「パノラマ」が導入された。全形式とも連接車で、車内全体が低床構造となっている超低床電車である。
| サムスン・ライトレール 車両主要諸元 | サムスン・ライトレール 車両主要諸元 | サムスン・ライトレール 車両主要諸元 | サムスン・ライトレール 車両主要諸元 | サムスン・ライトレール 車両主要諸元 |
| ----------------------------------- | ----------------------------------- | ----------------------------------- | ----------------------------------- | ----------------------------------- |
| 製造企業・愛称                      | 製造企業・愛称                      | アンサルドブレーダ ("シリオ")       | 中国北車                            | ダーマライ ("パノラマ")             |
| 導入初年                            | 導入初年                            | 2010年                              | 2013年                              | 2016年                              |
| 車両数                              | 車両数                              | 16両                                | 5両                                 | 8両                                 |
| 編成                                | 編成                                | 5車体連接車                         | 4車体連接車                         | 5車体連接車                         |
| 電圧                                | 電圧                                | 直流750V                            | 直流750V                            | 直流750V                            |
| 全長                                | 全長                                | 32,075mm                            | 40,014mm                            | 32,970mm                            |
| 全幅                                | 全幅                                | 2,650mm                             | 2,650mm                             | 2,650mm                             |
| 全高                                | 全高                                | 3,300mm                             | 3,300mm                             | 3,300mm                             |
| 重量                                | 重量                                | 44t                                 | 56t                                 | 41t                                 |
| 最高速度                            | 最高速度                            | 70km/h                              | 70km/h                              | 70km/h                              |
| 定員                                | 着席                                | 56人                                | 70人                                | 50人                                |
| 定員                                | 折り畳み座席                        | 2人分                               | ？                                  | 4人分                               |
| 定員                                | 立席                                | 227人                               | 330人                               | 240人                               |
| 出力                                | 主電動機                            | 106kw                               | 60kw                                | 68kw                                |
| 出力                                | 編成                                | 424kw                               | 720kw                               | 544kw                               |
| 脚注・参考                          | 脚注・参考                          | 定員は乗客密度6人/m2時              | 定員は乗客密度6人/m2時              | 定員は乗客密度6人/m2時              |